# Huejúcar
Huejúcar là một đô thị thuộc bang Jalisco, México. Năm 2005, dân số của đô thị này là 5236 người.